# Mariankowo (województwo wielkopolskie)
Mariankowo – wieś w Polsce położona w województwie wielkopolskim, w powiecie wolsztyńskim, w gminie Siedlec.
W okresie Wielkiego Księstwa Poznańskiego (1815-1848) miejscowość wzmiankowana jako Marjanowo należała do wsi większych w ówczesnym powiecie babimojskim rejencji poznańskiej. Marjanowo należało do tuchorskiego okręgu policyjnego tego powiatu i stanowiło część majątku Belęcin, który należał wówczas do Piotra Mielęckiego. Według spisu urzędowego z 1837 roku Marjanowo liczyło 134 mieszkańców, którzy zamieszkiwali 21 dymów (domostw).
W latach 1975–1998 miejscowość administracyjnie należała do województwa zielonogórskiego.